# James Wilson (Politiker, 1779)
James Wilson (* 28. April 1779 in Millerstown, Perry County, Pennsylvania; † 19. Juli 1868 in Gettysburg, Pennsylvania) war ein US-amerikanischer Politiker. Zwischen 1823 und 1829 vertrat er den Bundesstaat Pennsylvania im US-Repräsentantenhaus.

## Werdegang
James Wilson besuchte die öffentlichen Schulen seiner Heimat und absolvierte danach eine Lehre als Möbelschreiner. Später arbeitete er auch im Handel sowie in der Immobilienbranche. Zwischen 1811 und 1822 amtierte er als Friedensrichter in seiner Heimat. Politisch wurde er Mitglied der Demokratisch-Republikanischen Partei. In den 1820er Jahren schloss er sich der Bewegung um den späteren Präsidenten Andrew Jackson an.
Bei den Kongresswahlen des Jahres 1822 wurde Wilson im elften Wahlbezirk von Pennsylvania in das US-Repräsentantenhaus in Washington, D.C. gewählt, wo er am 4. März 1823 die Nachfolge von George Plumer antrat. Nach zwei Wiederwahlen konnte er bis zum 3. März 1829 drei Legislaturperioden im Kongress absolvieren. Die Zeit ab 1825 war von heftigen Diskussionen zwischen den Anhängern von Andrew Jackson und denen von Präsident John Quincy Adams bzw. Henry Clay bestimmt.
Von 1830 bis 1859 war James Wilson wieder als Friedensrichter in seiner Heimat tätig. Außerdem arbeitete er weiterhin in der Immobilienbranche. Er starb am 19. Juli 1868 in Gettysburg, wo er auch beigesetzt wurde.